# 河原美沙都
河原 美沙都（かわら みさと、1986年11月22日 - ）は、日本のフリーアナウンサー。石川県出身。シー・フォルダ所属。

## 来歴・人物
石川県立羽咋高等学校卒業。東京アナウンス学院放送アナウンス科卒業。
東京アナウンス学院一年時に初めて受けたオーディションで合格し2006年1月『夕刊フジTV』金曜アシスタントでデビュー。
2007年オフィスキイワードに所属。式典の司会をはじめバンダイや小学館、東映作品などの玩具・マンガ・特撮・アニメのイベントMCを多く担当。本人もアニメ好きである。
2014年シー・フォルダ所属。ニュース番組や専門チャンネルのキャスター、リポーター、放送大学聞き手、パラリンピック競技ゴールボール実況、声楽コンサート、スポーツイベント、Web市民公開講座（医療）、トークショー、セレモニーなどの司会も担当している。
2017年より7人制女子ラグビー国内最高峰リーグである『太陽生命ウィメンズセブンズシリーズ』の大会MCを務め、女子ラグビー愛溢れる名物MCとして貢献。2023年より女子日本代表戦の大会MCも併任し2025年に行われた第11回全国女子ラグビー選手権大会決勝では単独でスタジアムMCを務めた。
2022年に2級ファイナンシャルプランナー、2024年に英検2級を取得。読書家でブクログに読んだ本を記録している。ハロプロファンを公言している。2024年1月能登半島地震で被災したことをきっかけに料理教室に通い始め定期的に公式Xに手料理の写真を載せている。

## 主な出演
- 太陽生命ウィメンズセブンズシリーズ 2017年～2024年 【 JAPAN RUGBY TV 】 大会MC
- 第11回全国女子ラグビーフットボール選手権大会 決勝 スタジアムMC
- 太陽生命 JAPAN RUGBY CHALLENGE SERIES（ラグビー女子日本代表戦） 大会MC
- ちば朝ライブ・モーニングこんぱす （CTC）リポーター
- 2019・2023 ジャパンパラ ゴールボール競技大会 実況
- 千鳥かまいたちアワー（NTV） 大悟のボケ当てクイズ MC役
- マチコミ（TVS）リポーター
- なの花薬局ジャパンセブンズ 2017年・2018年 大会MC
- 『情報化社会と国際ボランティア』（放送大学（BSキャンパス））聞き手

- 『SPEEDチャンネル』（CS）キャスター
- 『笑いの哲学～コントで分析～』（放送大学（BSキャンパス））司会
- 『コンピュータとソフトウェア』（放送大学（BSキャンパス））聞き手
- 『デイリーニュース市川・浦安』（J:COM）キャスター[4]
- 『マイタウンいちかわ』（J:COM）リポーター
- 『こんにちは荒川区』（荒川CATV）リポーター
- 『日経ビジネスオンライン』（POD CAST）ナビゲーター
- 『女子総合格闘技』（CS）リポーター
- 『夕刊フジTV』（モバHO!）キャスター
- 『レオ子の勝ちパチ7Ｚ』(RF) リポーター
- 医療系学術動画 ナレーター

## インフォマーシャル
- 銀座ステファニー化粧品「天蔘GOLD」進行MC

## イベント
- 東京ガス横浜ショールームリニューアルオープンイベント セレモニー　司会
- 東京ガス料理教室 111周年記念イベント トークショー　司会
- 第3回つくばタグラグビーフェスティバル エキシビジョンマッチ（筑波大学女子ラグビーチーム vs 早稲田大学ラグビー蹴球部女子部）MC
- リビングライフpresents三笠艦記念　第16回スポーツひのまるキッズ関東小学生柔道大会　司会
- ラグビーワールドカップ2023フランス大会 パブリックビューイング 福岡・JAPAN BASE MC
- 「週刊朝日」創刊100周年記念対談 しなやかに生きるコツ オンラインイベント 司会
- 楽座マーケットプレイス ギャラリーラボTOKYO オープニングセレモニー 司会
- スポーツでつながる国分寺市×狛江市 オリンピックパラリンピックイベント 司会
- 東京愛らんどフェア MC
- いなぎ発信基地ペアテラス開業式「ガンダム・シャア専用ザク」モニュメント除幕式 司会
- 「ガンダムビルドファイターズトライ」第１話先行上映会 司会
- 次世代ワールドホビーフェア「少年サンデー」ブース　司会
- 大震災 日本列島が揺れた出版記念～3.11被災地早期復興祈念の夕べ～ 司会

- 医療系Web講演会・ライブセミナー 司会